# Tour de Omán 2017
La 8.ª edición del Tour de Omán fue una competencia ciclistica que se corrió del 14 al 19 de febrero de 2017 en el país de Omán con un recorrido total de 885 km. 
Organizada por la ASO, hizo parte del UCI Asia Tour 2017, dentro de la categoría 2.HC (máxima categoría de estos circuitos).
La carrera fue ganada por el corredor belga Ben Hermans del equipo BMC Racing Team, en segundo lugar Rui Alberto Costa (UAE Abu Dhabi) y en tercer lugar Fabio Aru (Astana Pro Team).

## Equipos participantes
Tomaron parte en la carrera 18 equipos: 9 de categoría UCI ProTeam; 9 de categoría Profesional Continental.
| WorldTeams (9)- AG2R La Mondiale - Astana - Bahrain-Merida - BMC Racing Team - Dimension Data - Katusha-Alpecin - Quick-Step Floors - Team Sunweb - UAE Abu Dhabi Equipos continentales profesionales (9)- Aqua Blue Sport - CCC Sprandi Polkowice - Delko Marseille Provence KTM - Nippo-Vini Fantini - Sport Vlaanderen-Baloise - UnitedHealthcare - Wanty-Groupe Gobert - WB-Veranclassic-Aqua Protect - Wilier Triestina-Selle Italia |
| |

## Etapas
| Etapa     | Fecha     | Recorrido                            | type                   | Distancia (km) | Ganador              | Líder              |
| --------- | --------- | ------------------------------------ | ---------------------- | -------------- | -------------------- | ------------------ |
| 1.ª etapa | 14 de feb | Al Sawadi Beach – Jardín Naseem      | etapa llana            | 176,5          | Alexander Kristoff   | Alexander Kristoff |
| 2.ª etapa | 15 de feb | Nakhal – Bandar Jissah               | etapa escarpada        | 145,5          | Ben Hermans          | Ben Hermans        |
| 3.ª etapa | 16 de feb | Universidad Sultán Qaboos – Qurayyat | etapa escarpada        | 162            | Søren Kragh Andersen | Ben Hermans        |
| 4.ª etapa | 17 de feb | Yiti – Ministry of Tourism           | etapa escarpada        | 118            | Alexander Kristoff   | Ben Hermans        |
| 5.ª etapa | 18 de feb | Samail – Sierra de Jabal Akhdar      | etapa de media montaña | 152,5          | Ben Hermans          | Ben Hermans        |
| 6.ª etapa | 19 de feb | Mascate – Matrah                     | etapa llana            | 130,5          | Alexander Kristoff   | Ben Hermans        |

### Etapa 1
| \| Clasificación de la etapa \| Clasificación de la etapa \| Clasificación de la etapa \| Clasificación de la etapa \| Clasificación de la etapa \| \| Ciclista \| Ciclista \| Equipo \| Tiempo \| \| \| ------------------------- \| ------------------------- \| ----------------------------- \| ------------------------- \| ------------------------- \| \| 1.º \| Alexander Kristoff \| Katusha-Alpecin \| 3 h 46 min 29 s \| \| \| 2.º \| Kristian Sbaragli \| Dimension Data \| + 0 s \| \| \| 3.º \| Sonny Colbrelli \| Bahrain-Merida \| + 0 s \| \| \| 4.º \| Lasse Norman Leth \| Aqua Blue Sport \| + 0 s \| \| \| 5.º \| Lucas Sebastián Haedo \| UnitedHealthcare \| + 0 s \| \| \| 6.º \| Jakub Mareczko \| Wilier Triestina-Selle Italia \| + 0 s \| \| \| 7.º \| Roy Jans \| WB-Veranclassic-Aqua Protect \| + 0 s \| \| \| 8.º \| Benjamin Giraud \| Delko-Marseille Provence-KTM \| + 0 s \| \| \| 9.º \| Sacha Modolo \| UAE Abu Dhabi \| + 0 s \| \| \| 10.º \| Manuel Belletti \| Wilier Triestina-Selle Italia \| + 0 s \| \| |                       |                               |                 |
| |                       |                               |                 |
| |                       |                               |                 |
| Clasificación de la etapa |                       |                               |                 |
| Ciclista | Ciclista              | Equipo                        | Tiempo          |
| 1.º | Alexander Kristoff    | Katusha-Alpecin               | 3 h 46 min 29 s |
| 2.º | Kristian Sbaragli     | Dimension Data                | + 0 s           |
| 3.º | Sonny Colbrelli       | Bahrain-Merida                | + 0 s           |
| 4.º | Lasse Norman Leth     | Aqua Blue Sport               | + 0 s           |
| 5.º | Lucas Sebastián Haedo | UnitedHealthcare              | + 0 s           |
| 6.º | Jakub Mareczko        | Wilier Triestina-Selle Italia | + 0 s           |
| 7.º | Roy Jans              | WB-Veranclassic-Aqua Protect  | + 0 s           |
| 8.º | Benjamin Giraud       | Delko-Marseille Provence-KTM  | + 0 s           |
| 9.º | Sacha Modolo          | UAE Abu Dhabi                 | + 0 s           |
| 10.º | Manuel Belletti       | Wilier Triestina-Selle Italia | + 0 s           |

| \| Clasificación general \| Clasificación general \| Clasificación general \| Clasificación general \| Clasificación general \| \| Ciclista \| Ciclista \| Equipo \| Tiempo \| \| \| --------------------- \| --------------------- \| ----------------------------- \| --------------------- \| --------------------- \| \| 1.º \| Alexander Kristoff \| Katusha-Alpecin \| 3 h 46 min 19 s \| \| \| 2.º \| Kristian Sbaragli \| Dimension Data \| + 4 s \| \| \| 3.º \| Aimé De Gendt \| Sport Vlaanderen-Baloise \| + 4 s \| \| \| 4.º \| Sonny Colbrelli \| Bahrain-Merida \| + 6 s \| \| \| 5.º \| Giuseppe Fonzi \| Wilier Triestina-Selle Italia \| + 6 s \| \| \| 6.º \| Lawrence Warbasse \| Aqua Blue Sport \| + 9 s \| \| \| 7.º \| Alan Marangoni \| Nippo-Vini Fantini \| + 9 s \| \| \| 8.º \| Lasse Norman Leth \| Aqua Blue Sport \| + 10 s \| \| \| 9.º \| Lucas Sebastián Haedo \| UnitedHealthcare \| + 10 s \| \| \| 10.º \| Jakub Mareczko \| Wilier Triestina-Selle Italia \| + 10 s \| \| |                       |                               |                 |
| |                       |                               |                 |
| |                       |                               |                 |
| Clasificación general |                       |                               |                 |
| Ciclista | Ciclista              | Equipo                        | Tiempo          |
| 1.º | Alexander Kristoff    | Katusha-Alpecin               | 3 h 46 min 19 s |
| 2.º | Kristian Sbaragli     | Dimension Data                | + 4 s           |
| 3.º | Aimé De Gendt         | Sport Vlaanderen-Baloise      | + 4 s           |
| 4.º | Sonny Colbrelli       | Bahrain-Merida                | + 6 s           |
| 5.º | Giuseppe Fonzi        | Wilier Triestina-Selle Italia | + 6 s           |
| 6.º | Lawrence Warbasse     | Aqua Blue Sport               | + 9 s           |
| 7.º | Alan Marangoni        | Nippo-Vini Fantini            | + 9 s           |
| 8.º | Lasse Norman Leth     | Aqua Blue Sport               | + 10 s          |
| 9.º | Lucas Sebastián Haedo | UnitedHealthcare              | + 10 s          |
| 10.º | Jakub Mareczko        | Wilier Triestina-Selle Italia | + 10 s          |

### Etapa 2
| \| Clasificación de la etapa \| Clasificación de la etapa \| Clasificación de la etapa \| Clasificación de la etapa \| Clasificación de la etapa \| \| Ciclista \| Ciclista \| Equipo \| Tiempo \| \| \| ------------------------- \| ------------------------- \| ------------------------- \| ------------------------- \| ------------------------- \| \| 1.º \| Ben Hermans \| BMC Racing Team \| 3 h 20 min 49 s \| \| \| 2.º \| Rui Alberto Costa \| UAE Abu Dhabi \| + 0 s \| \| \| 3.º \| Jakob Fuglsang \| Astana \| + 0 s \| \| \| 4.º \| Merhawi Kudus \| Dimension Data \| + 4 s \| \| \| 5.º \| Nathan Haas \| Dimension Data \| + 7 s \| \| \| 6.º \| David de la Cruz \| Quick-Step Floors \| + 7 s \| \| \| 7.º \| Fabio Aru \| Astana \| + 7 s \| \| \| 8.º \| Janier Acevedo \| UnitedHealthcare \| + 7 s \| \| \| 9.º \| Greg Van Avermaet \| BMC Racing Team \| + 7 s \| \| \| 10.º \| Romain Bardet \| AG2R La Mondiale \| + 7 s \| \| |                   |                   |                 |
| |                   |                   |                 |
| |                   |                   |                 |
| Clasificación de la etapa |                   |                   |                 |
| Ciclista | Ciclista          | Equipo            | Tiempo          |
| 1.º | Ben Hermans       | BMC Racing Team   | 3 h 20 min 49 s |
| 2.º | Rui Alberto Costa | UAE Abu Dhabi     | + 0 s           |
| 3.º | Jakob Fuglsang    | Astana            | + 0 s           |
| 4.º | Merhawi Kudus     | Dimension Data    | + 4 s           |
| 5.º | Nathan Haas       | Dimension Data    | + 7 s           |
| 6.º | David de la Cruz  | Quick-Step Floors | + 7 s           |
| 7.º | Fabio Aru         | Astana            | + 7 s           |
| 8.º | Janier Acevedo    | UnitedHealthcare  | + 7 s           |
| 9.º | Greg Van Avermaet | BMC Racing Team   | + 7 s           |
| 10.º | Romain Bardet     | AG2R La Mondiale  | + 7 s           |

| \| Clasificación general \| Clasificación general \| Clasificación general \| Clasificación general \| Clasificación general \| \| Ciclista \| Ciclista \| Equipo \| Tiempo \| \| \| --------------------- \| --------------------- \| --------------------- \| --------------------- \| --------------------- \| \| 1.º \| Ben Hermans \| BMC Racing Team \| 7 h 07 min 08 s \| \| \| 2.º \| Rui Alberto Costa \| UAE Abu Dhabi \| + 4 s \| \| \| 3.º \| Jakob Fuglsang \| Astana \| + 6 s \| \| \| 4.º \| Merhawi Kudus \| Dimension Data \| + 14 s \| \| \| 5.º \| Nathan Haas \| Dimension Data \| + 17 s \| \| \| 6.º \| Fabio Aru \| Astana \| + 17 s \| \| \| 7.º \| Janier Acevedo \| UnitedHealthcare \| + 17 s \| \| \| 8.º \| David de la Cruz \| Quick-Step Floors \| + 17 s \| \| \| 9.º \| Mathias Frank \| AG2R La Mondiale \| + 17 s \| \| \| 10.º \| Romain Bardet \| AG2R La Mondiale \| + 17 s \| \| |                   |                   |                 |
| |                   |                   |                 |
| |                   |                   |                 |
| Clasificación general |                   |                   |                 |
| Ciclista | Ciclista          | Equipo            | Tiempo          |
| 1.º | Ben Hermans       | BMC Racing Team   | 7 h 07 min 08 s |
| 2.º | Rui Alberto Costa | UAE Abu Dhabi     | + 4 s           |
| 3.º | Jakob Fuglsang    | Astana            | + 6 s           |
| 4.º | Merhawi Kudus     | Dimension Data    | + 14 s          |
| 5.º | Nathan Haas       | Dimension Data    | + 17 s          |
| 6.º | Fabio Aru         | Astana            | + 17 s          |
| 7.º | Janier Acevedo    | UnitedHealthcare  | + 17 s          |
| 8.º | David de la Cruz  | Quick-Step Floors | + 17 s          |
| 9.º | Mathias Frank     | AG2R La Mondiale  | + 17 s          |
| 10.º | Romain Bardet     | AG2R La Mondiale  | + 17 s          |

### Etapa 3
| \| Clasificación de la etapa \| Clasificación de la etapa \| Clasificación de la etapa \| Clasificación de la etapa \| Clasificación de la etapa \| \| Ciclista \| Ciclista \| Equipo \| Tiempo \| \| \| ------------------------- \| ------------------------- \| ------------------------- \| ------------------------- \| ------------------------- \| \| 1.º \| Søren Kragh Andersen \| Team Sunweb \| 3 h 53 min 11 s \| \| \| 2.º \| Rui Alberto Costa \| UAE Abu Dhabi \| + 0 s \| \| \| 3.º \| Ben Hermans \| BMC Racing Team \| + 0 s \| \| \| 4.º \| Laurens De Plus \| Quick-Step Floors \| + 0 s \| \| \| 5.º \| Jakob Fuglsang \| Astana \| + 0 s \| \| \| 6.º \| David de la Cruz \| Quick-Step Floors \| + 0 s \| \| \| 7.º \| Romain Bardet \| AG2R La Mondiale \| + 0 s \| \| \| 8.º \| Merhawi Kudus \| Dimension Data \| + 0 s \| \| \| 9.º \| Fabio Aru \| Astana \| + 4 s \| \| \| 10.º \| Lachlan Morton \| Dimension Data \| + 4 s \| \| |                      |                   |                 |
| |                      |                   |                 |
| |                      |                   |                 |
| Clasificación de la etapa |                      |                   |                 |
| Ciclista | Ciclista             | Equipo            | Tiempo          |
| 1.º | Søren Kragh Andersen | Team Sunweb       | 3 h 53 min 11 s |
| 2.º | Rui Alberto Costa    | UAE Abu Dhabi     | + 0 s           |
| 3.º | Ben Hermans          | BMC Racing Team   | + 0 s           |
| 4.º | Laurens De Plus      | Quick-Step Floors | + 0 s           |
| 5.º | Jakob Fuglsang       | Astana            | + 0 s           |
| 6.º | David de la Cruz     | Quick-Step Floors | + 0 s           |
| 7.º | Romain Bardet        | AG2R La Mondiale  | + 0 s           |
| 8.º | Merhawi Kudus        | Dimension Data    | + 0 s           |
| 9.º | Fabio Aru            | Astana            | + 4 s           |
| 10.º | Lachlan Morton       | Dimension Data    | + 4 s           |

| \| Clasificación general \| Clasificación general \| Clasificación general \| Clasificación general \| Clasificación general \| \| Ciclista \| Ciclista \| Equipo \| Tiempo \| \| \| --------------------- \| --------------------- \| --------------------- \| --------------------- \| --------------------- \| \| 1.º \| Ben Hermans \| BMC Racing Team \| 11 h 00 min 15 s \| \| \| 2.º \| Rui Alberto Costa \| UAE Abu Dhabi \| + 2 s \| \| \| 3.º \| Jakob Fuglsang \| Astana \| + 10 s \| \| \| 4.º \| Merhawi Kudus \| Dimension Data \| + 18 s \| \| \| 5.º \| David de la Cruz \| Quick-Step Floors \| + 21 s \| \| \| 6.º \| Romain Bardet \| AG2R La Mondiale \| + 21 s \| \| \| 7.º \| Laurens De Plus \| Quick-Step Floors \| + 21 s \| \| \| 8.º \| Søren Kragh Andersen \| Team Sunweb \| + 21 s \| \| \| 9.º \| Fabio Aru \| Astana \| + 25 s \| \| \| 10.º \| Janier Acevedo \| UnitedHealthcare \| + 25 s \| \| |                      |                   |                  |
| |                      |                   |                  |
| |                      |                   |                  |
| Clasificación general |                      |                   |                  |
| Ciclista | Ciclista             | Equipo            | Tiempo           |
| 1.º | Ben Hermans          | BMC Racing Team   | 11 h 00 min 15 s |
| 2.º | Rui Alberto Costa    | UAE Abu Dhabi     | + 2 s            |
| 3.º | Jakob Fuglsang       | Astana            | + 10 s           |
| 4.º | Merhawi Kudus        | Dimension Data    | + 18 s           |
| 5.º | David de la Cruz     | Quick-Step Floors | + 21 s           |
| 6.º | Romain Bardet        | AG2R La Mondiale  | + 21 s           |
| 7.º | Laurens De Plus      | Quick-Step Floors | + 21 s           |
| 8.º | Søren Kragh Andersen | Team Sunweb       | + 21 s           |
| 9.º | Fabio Aru            | Astana            | + 25 s           |
| 10.º | Janier Acevedo       | UnitedHealthcare  | + 25 s           |

### Etapa 4
| \| Clasificación de la etapa \| Clasificación de la etapa \| Clasificación de la etapa \| Clasificación de la etapa \| Clasificación de la etapa \| \| Ciclista \| Ciclista \| Equipo \| Tiempo \| \| \| ------------------------- \| ------------------------- \| ------------------------- \| ------------------------- \| ------------------------- \| \| 1.º \| Alexander Kristoff \| Katusha-Alpecin \| 2 h 50 min 29 s \| \| \| 2.º \| Sonny Colbrelli \| Bahrain-Merida \| + 0 s \| \| \| 3.º \| Greg Van Avermaet \| BMC Racing Team \| + 0 s \| \| \| 4.º \| Nathan Haas \| Dimension Data \| + 0 s \| \| \| 5.º \| Marko Kump \| UAE Abu Dhabi \| + 0 s \| \| \| 6.º \| Kristian Sbaragli \| Dimension Data \| + 0 s \| \| \| 7.º \| Benjamin Declercq \| Sport Vlaanderen-Baloise \| + 0 s \| \| \| 8.º \| Oliver Naesen \| AG2R La Mondiale \| + 0 s \| \| \| 9.º \| Yves Lampaert \| Quick-Step Floors \| + 0 s \| \| \| 10.º \| Marco Canola \| Nippo-Vini Fantini \| + 0 s \| \| |                    |                          |                 |
| |                    |                          |                 |
| |                    |                          |                 |
| Clasificación de la etapa |                    |                          |                 |
| Ciclista | Ciclista           | Equipo                   | Tiempo          |
| 1.º | Alexander Kristoff | Katusha-Alpecin          | 2 h 50 min 29 s |
| 2.º | Sonny Colbrelli    | Bahrain-Merida           | + 0 s           |
| 3.º | Greg Van Avermaet  | BMC Racing Team          | + 0 s           |
| 4.º | Nathan Haas        | Dimension Data           | + 0 s           |
| 5.º | Marko Kump         | UAE Abu Dhabi            | + 0 s           |
| 6.º | Kristian Sbaragli  | Dimension Data           | + 0 s           |
| 7.º | Benjamin Declercq  | Sport Vlaanderen-Baloise | + 0 s           |
| 8.º | Oliver Naesen      | AG2R La Mondiale         | + 0 s           |
| 9.º | Yves Lampaert      | Quick-Step Floors        | + 0 s           |
| 10.º | Marco Canola       | Nippo-Vini Fantini       | + 0 s           |

| \| Clasificación general \| Clasificación general \| Clasificación general \| Clasificación general \| Clasificación general \| \| Ciclista \| Ciclista \| Equipo \| Tiempo \| \| \| --------------------- \| --------------------- \| --------------------- \| --------------------- \| --------------------- \| \| 1.º \| Ben Hermans \| BMC Racing Team \| 13 h 50 min 41 s \| \| \| 2.º \| Rui Alberto Costa \| UAE Abu Dhabi \| + 5 s \| \| \| 3.º \| Jakob Fuglsang \| Astana \| + 13 s \| \| \| 4.º \| Merhawi Kudus \| Dimension Data \| + 21 s \| \| \| 5.º \| David de la Cruz \| Quick-Step Floors \| + 22 s \| \| \| 6.º \| Romain Bardet \| AG2R La Mondiale \| + 23 s \| \| \| 7.º \| Greg Van Avermaet \| BMC Racing Team \| + 24 s \| \| \| 8.º \| Laurens De Plus \| Quick-Step Floors \| + 24 s \| \| \| 9.º \| Søren Kragh Andersen \| Team Sunweb \| + 24 s \| \| \| 10.º \| Fabio Aru \| Astana \| + 28 s \| \| |                      |                   |                  |
| |                      |                   |                  |
| |                      |                   |                  |
| Clasificación general |                      |                   |                  |
| Ciclista | Ciclista             | Equipo            | Tiempo           |
| 1.º | Ben Hermans          | BMC Racing Team   | 13 h 50 min 41 s |
| 2.º | Rui Alberto Costa    | UAE Abu Dhabi     | + 5 s            |
| 3.º | Jakob Fuglsang       | Astana            | + 13 s           |
| 4.º | Merhawi Kudus        | Dimension Data    | + 21 s           |
| 5.º | David de la Cruz     | Quick-Step Floors | + 22 s           |
| 6.º | Romain Bardet        | AG2R La Mondiale  | + 23 s           |
| 7.º | Greg Van Avermaet    | BMC Racing Team   | + 24 s           |
| 8.º | Laurens De Plus      | Quick-Step Floors | + 24 s           |
| 9.º | Søren Kragh Andersen | Team Sunweb       | + 24 s           |
| 10.º | Fabio Aru            | Astana            | + 28 s           |

### Etapa 5
| \| Clasificación de la etapa \| Clasificación de la etapa \| Clasificación de la etapa \| Clasificación de la etapa \| Clasificación de la etapa \| \| Ciclista \| Ciclista \| Equipo \| Tiempo \| \| \| ------------------------- \| ------------------------- \| ------------------------- \| ------------------------- \| ------------------------- \| \| 1.º \| Ben Hermans \| BMC Racing Team \| 4 h 08 min 46 s \| \| \| 2.º \| Fabio Aru \| Astana \| + 3 s \| \| \| 3.º \| Rui Alberto Costa \| UAE Abu Dhabi \| + 11 s \| \| \| 4.º \| Giovanni Visconti \| Bahrain-Merida \| + 27 s \| \| \| 5.º \| Merhawi Kudus \| Dimension Data \| + 27 s \| \| \| 6.º \| Tsgabu Grmay \| Bahrain-Merida \| + 34 s \| \| \| 7.º \| Lachlan Morton \| Dimension Data \| + 37 s \| \| \| 8.º \| Mathias Frank \| AG2R La Mondiale \| + 41 s \| \| \| 9.º \| Nathan Haas \| Dimension Data \| + 44 s \| \| \| 10.º \| Romain Bardet \| AG2R La Mondiale \| + 44 s \| \| |                   |                  |                 |
| |                   |                  |                 |
| |                   |                  |                 |
| Clasificación de la etapa |                   |                  |                 |
| Ciclista | Ciclista          | Equipo           | Tiempo          |
| 1.º | Ben Hermans       | BMC Racing Team  | 4 h 08 min 46 s |
| 2.º | Fabio Aru         | Astana           | + 3 s           |
| 3.º | Rui Alberto Costa | UAE Abu Dhabi    | + 11 s          |
| 4.º | Giovanni Visconti | Bahrain-Merida   | + 27 s          |
| 5.º | Merhawi Kudus     | Dimension Data   | + 27 s          |
| 6.º | Tsgabu Grmay      | Bahrain-Merida   | + 34 s          |
| 7.º | Lachlan Morton    | Dimension Data   | + 37 s          |
| 8.º | Mathias Frank     | AG2R La Mondiale | + 41 s          |
| 9.º | Nathan Haas       | Dimension Data   | + 44 s          |
| 10.º | Romain Bardet     | AG2R La Mondiale | + 44 s          |

| \| Clasificación general \| Clasificación general \| Clasificación general \| Clasificación general \| Clasificación general \| \| Ciclista \| Ciclista \| Equipo \| Tiempo \| \| \| --------------------- \| --------------------- \| --------------------- \| --------------------- \| --------------------- \| \| 1.º \| Ben Hermans \| BMC Racing Team \| 17 h 59 min 17 s \| \| \| 2.º \| Rui Alberto Costa \| UAE Abu Dhabi \| + 22 s \| \| \| 3.º \| Fabio Aru \| Astana \| + 35 s \| \| \| 4.º \| Merhawi Kudus \| Dimension Data \| + 58 s \| \| \| 5.º \| Tsgabu Grmay \| Bahrain-Merida \| + 1 min 12 s \| \| \| 6.º \| Romain Bardet \| AG2R La Mondiale \| + 1 min 17 s \| \| \| 7.º \| Mathias Frank \| AG2R La Mondiale \| + 1 min 19 s \| \| \| 8.º \| Lachlan Morton \| Dimension Data \| + 1 min 21 s \| \| \| 9.º \| Giovanni Visconti \| Bahrain-Merida \| + 1 min 33 s \| \| \| 10.º \| Nathan Haas \| Dimension Data \| + 1 min 38 s \| \| |                   |                  |                  |
| |                   |                  |                  |
| |                   |                  |                  |
| Clasificación general |                   |                  |                  |
| Ciclista | Ciclista          | Equipo           | Tiempo           |
| 1.º | Ben Hermans       | BMC Racing Team  | 17 h 59 min 17 s |
| 2.º | Rui Alberto Costa | UAE Abu Dhabi    | + 22 s           |
| 3.º | Fabio Aru         | Astana           | + 35 s           |
| 4.º | Merhawi Kudus     | Dimension Data   | + 58 s           |
| 5.º | Tsgabu Grmay      | Bahrain-Merida   | + 1 min 12 s     |
| 6.º | Romain Bardet     | AG2R La Mondiale | + 1 min 17 s     |
| 7.º | Mathias Frank     | AG2R La Mondiale | + 1 min 19 s     |
| 8.º | Lachlan Morton    | Dimension Data   | + 1 min 21 s     |
| 9.º | Giovanni Visconti | Bahrain-Merida   | + 1 min 33 s     |
| 10.º | Nathan Haas       | Dimension Data   | + 1 min 38 s     |

### Etapa 6
| \| Clasificación de la etapa \| Clasificación de la etapa \| Clasificación de la etapa \| Clasificación de la etapa \| Clasificación de la etapa \| \| Ciclista \| Ciclista \| Equipo \| Tiempo \| \| \| ------------------------- \| ------------------------- \| ----------------------------- \| ------------------------- \| ------------------------- \| \| 1.º \| Alexander Kristoff \| Katusha-Alpecin \| 2 h 57 min 03 s \| \| \| 2.º \| Eduard-Michael Grosu \| Nippo-Vini Fantini \| + 0 s \| \| \| 3.º \| Sacha Modolo \| UAE Abu Dhabi \| + 0 s \| \| \| 4.º \| Bert Van Lerberghe \| Sport Vlaanderen-Baloise \| + 0 s \| \| \| 5.º \| Manuel Belletti \| Wilier Triestina-Selle Italia \| + 0 s \| \| \| 6.º \| Ramon Sinkeldam \| Team Sunweb \| + 0 s \| \| \| 7.º \| Sonny Colbrelli \| Bahrain-Merida \| + 0 s \| \| \| 8.º \| Lasse Norman Leth \| Aqua Blue Sport \| + 0 s \| \| \| 9.º \| Kristian Sbaragli \| Dimension Data \| + 0 s \| \| \| 10.º \| Roy Jans \| WB-Veranclassic-Aqua Protect \| + 0 s \| \| |                      |                               |                 |
| |                      |                               |                 |
| |                      |                               |                 |
| Clasificación de la etapa |                      |                               |                 |
| Ciclista | Ciclista             | Equipo                        | Tiempo          |
| 1.º | Alexander Kristoff   | Katusha-Alpecin               | 2 h 57 min 03 s |
| 2.º | Eduard-Michael Grosu | Nippo-Vini Fantini            | + 0 s           |
| 3.º | Sacha Modolo         | UAE Abu Dhabi                 | + 0 s           |
| 4.º | Bert Van Lerberghe   | Sport Vlaanderen-Baloise      | + 0 s           |
| 5.º | Manuel Belletti      | Wilier Triestina-Selle Italia | + 0 s           |
| 6.º | Ramon Sinkeldam      | Team Sunweb                   | + 0 s           |
| 7.º | Sonny Colbrelli      | Bahrain-Merida                | + 0 s           |
| 8.º | Lasse Norman Leth    | Aqua Blue Sport               | + 0 s           |
| 9.º | Kristian Sbaragli    | Dimension Data                | + 0 s           |
| 10.º | Roy Jans             | WB-Veranclassic-Aqua Protect  | + 0 s           |

## Clasificaciones finales
- Las clasificaciones finalizaron de la siguiente forma:[3]

### Clasificación general
| \| Clasificación general \| Clasificación general \| Clasificación general \| Clasificación general \| Clasificación general \| \| Ciclista \| Ciclista \| Equipo \| Tiempo \| \| \| --------------------- \| --------------------- \| --------------------- \| --------------------- \| --------------------- \| \| 1.º \| Ben Hermans \| BMC Racing Team \| 20 h 56 min 20 s \| \| \| 2.º \| Rui Alberto Costa \| UAE Abu Dhabi \| + 22 s \| \| \| 3.º \| Fabio Aru \| Astana \| + 35 s \| \| \| 4.º \| Merhawi Kudus \| Dimension Data \| + 58 s \| \| \| 5.º \| Tsgabu Grmay \| Bahrain-Merida \| + 1 min 12 s \| \| \| 6.º \| Romain Bardet \| AG2R La Mondiale \| + 1 min 17 s \| \| \| 7.º \| Mathias Frank \| AG2R La Mondiale \| + 1 min 19 s \| \| \| 8.º \| Lachlan Morton \| Dimension Data \| + 1 min 21 s \| \| \| 9.º \| Giovanni Visconti \| Bahrain-Merida \| + 1 min 33 s \| \| \| 10.º \| Nathan Haas \| Dimension Data \| + 1 min 38 s \| \| |                   |                  |                  |
| |                   |                  |                  |
| Fuente: ProCyclingStats |                   |                  |                  |
| Clasificación general |                   |                  |                  |
| Ciclista | Ciclista          | Equipo           | Tiempo           |
| 1.º | Ben Hermans       | BMC Racing Team  | 20 h 56 min 20 s |
| 2.º | Rui Alberto Costa | UAE Abu Dhabi    | + 22 s           |
| 3.º | Fabio Aru         | Astana           | + 35 s           |
| 4.º | Merhawi Kudus     | Dimension Data   | + 58 s           |
| 5.º | Tsgabu Grmay      | Bahrain-Merida   | + 1 min 12 s     |
| 6.º | Romain Bardet     | AG2R La Mondiale | + 1 min 17 s     |
| 7.º | Mathias Frank     | AG2R La Mondiale | + 1 min 19 s     |
| 8.º | Lachlan Morton    | Dimension Data   | + 1 min 21 s     |
| 9.º | Giovanni Visconti | Bahrain-Merida   | + 1 min 33 s     |
| 10.º | Nathan Haas       | Dimension Data   | + 1 min 38 s     |

### Clasificación por puntos
| Clasificación por puntos | Clasificación por puntos | Clasificación por puntos | Clasificación por puntos | Clasificación por puntos |
| Ciclista                 | Ciclista                 | Equipo                   | Puntos                   |                          |
| ------------------------ | ------------------------ | ------------------------ | ------------------------ | ------------------------ |
| 1.º                      | Alexander Kristoff       | Katusha-Alpecin          | 47 pts                   |                          |
| 2.º                      | Ben Hermans              | BMC Racing Team          | 42 pts                   |                          |
| 3.º                      | Rui Alberto Costa        | UAE Abu Dhabi            | 33 pts                   |                          |
| 4.º                      | Sonny Colbrelli          | Bahrain-Merida           | 25 pts                   |                          |
| 5.º                      | Kristian Sbaragli        | Dimension Data           | 19 pts                   |                          |
| 6.º                      | Fabio Aru                | Astana                   | 18 pts                   |                          |
| 7.º                      | Merhawi Kudus            | Dimension Data           | 16 pts                   |                          |
| 8.º                      | Søren Kragh Andersen     | Team Sunweb              | 15 pts                   |                          |
| 9.º                      | Nathan Haas              | Dimension Data           | 15 pts                   |                          |
| 10.º                     | Jakob Fuglsang           | Astana                   | 15 pts                   |                          |

### Clasificación del mejor joven
| Clasificación del mejor joven | Clasificación del mejor joven | Clasificación del mejor joven | Clasificación del mejor joven | Clasificación del mejor joven |
| Ciclista                      | Ciclista                      | Equipo                        | Tiempo                        |                               |
| ----------------------------- | ----------------------------- | ----------------------------- | ----------------------------- | ----------------------------- |
| 1.º                           | Merhawi Kudus                 | Dimension Data                | 20 h 57 min 18 s              |                               |
| 2.º                           | Lachlan Morton                | Dimension Data                | + 23 s                        |                               |
| 3.º                           | Laurens De Plus               | Quick-Step Floors             | + 1 min 04 s                  |                               |
| 4.º                           | Søren Kragh Andersen          | Team Sunweb                   | + 1 min 04 s                  |                               |
| 5.º                           | Daniel Pearson                | Aqua Blue Sport               | + 1 min 20 s                  |                               |
| 6.º                           | Guillaume Martin              | Wanty-Groupe Gobert           | + 2 min 00 s                  |                               |
| 7.º                           | Alexéi Lutsenko               | Astana                        | + 2 min 12 s                  |                               |
| 8.º                           | Anass Aït El Abdia            | UAE Abu Dhabi                 | + 3 min 52 s                  |                               |
| 9.º                           | Jhon Anderson Rodríguez       | Delko-Marseille Provence-KTM  | + 7 min 07 s                  |                               |
| 10.º                          | Jakub Kaczmarek               | CCC Sprandi Polkowice         | + 8 min 18 s                  |                               |

### Clasificación de la combatividad
| Clasificación de la combatividad | Clasificación de la combatividad | Clasificación de la combatividad | Clasificación de la combatividad | Clasificación de la combatividad |
| Ciclista                         | Ciclista                         | Equipo                           | Puntos                           |                                  |
| -------------------------------- | -------------------------------- | -------------------------------- | -------------------------------- | -------------------------------- |
| 1.º                              | Aimé De Gendt                    | Sport Vlaanderen-Baloise         | 18 pts                           |                                  |
| 2.º                              | Preben Van Hecke                 | Sport Vlaanderen-Baloise         | 14 pts                           |                                  |
| 3.º                              | Mark Christian                   | Aqua Blue Sport                  | 13 pts                           |                                  |
| 4.º                              | Stefan Denifl                    | Aqua Blue Sport                  | DES                              |                                  |
| 5.º                              | Iljo Keisse                      | Quick-Step Floors                | 8 pts                            |                                  |
| 6.º                              | Ben Hermans                      | BMC Racing Team                  | 7 pts                            |                                  |
| 7.º                              | Bob Jungels                      | Quick-Step Floors                | 7 pts                            |                                  |
| 8.º                              | Bert Van Lerberghe               | Sport Vlaanderen-Baloise         | 7 pts                            |                                  |
| 9.º                              | Kazushige Kuboki                 | Nippo-Vini Fantini               | 6 pts                            |                                  |
| 10.º                             | Axel Domont                      | AG2R La Mondiale                 | 5 pts                            |                                  |

### Clasificación por equipos
| Clasificación por equipos | Clasificación por equipos | Clasificación por equipos | Clasificación por equipos |
| Equipo                    | Equipo                    | Tiempo                    |                           |
| ------------------------- | ------------------------- | ------------------------- | ------------------------- |
| 1.º                       | Dimension Data            | 62 h 52 min 46 s          |                           |
| 2.º                       | AG2R La Mondiale          | + 2 min 12 s              |                           |
| 3.º                       | Astana                    | + 2 min 20 s              |                           |
| 4.º                       | Bahrain-Merida            | + 4 min 42 s              |                           |
| 5.º                       | BMC Racing Team           | + 5 min 17 s              |                           |
| 6.º                       | Quick-Step Floors         | + 9 min 02 s              |                           |
| 7.º                       | Aqua Blue Sport           | + 14 min 15 s             |                           |
| 8.º                       | UnitedHealthcare          | + 14 min 25 s             |                           |
| 9.º                       | CCC Sprandi Polkowice     | + 17 min 58 s             |                           |
| 10.º                      | UAE Abu Dhabi             | + 18 min 24 s             |                           |

## Evolución de las clasificaciones
| Etapa (Vencedor)                | Clasificación general | Clasificación por puntos | Clasificación de los jóvenes | Clasificación de la combatividad | Clasificación por equipos |
| ------------------------------- | --------------------- | ------------------------ | ---------------------------- | -------------------------------- | ------------------------- |
| 1ª etapa (Alexander Kristoff)   | Alexander Kristoff    | Alexander Kristoff       | Aimé De Gendt                | Aimé De Gendt                    | UAE Abu Dhabi             |
| 2ª etapa (Ben Hermans)          | Ben Hermans           | Alexander Kristoff       | Merhawi Kudus                | Mark Christian                   | Dimension Data            |
| 3ª etapa (Søren Kragh Andersen) | Ben Hermans           | Ben Hermans              | Merhawi Kudus                | Mark Christian                   | Dimension Data            |
| 4ª etapa (Alexander Kristoff)   | Ben Hermans           | Alexander Kristoff       | Merhawi Kudus                | Stefan Denifl                    | Dimension Data            |
| 5ª etapa (Ben Hermans)          | Ben Hermans           | Ben Hermans              | Merhawi Kudus                | Mark Christian                   | Dimension Data            |
| 6ª etapa (Alexander Kristoff)   | Ben Hermans           | Alexander Kristoff       | Merhawi Kudus                | Aimé De Gendt                    | Dimension Data            |
| Final                           | Ben Hermans           | Alexander Kristoff       | Merhawi Kudus                | Aimé De Gendt                    | Dimension Data            |

## UCI World Ranking
El Tour de Omán otorga puntos para el UCI Asia Tour 2017 y el UCI World Ranking, este último para corredores de los equipos en las categorías UCI ProTeam, Profesional Continental y Equipos Continentales. Las siguientes tablas son el baremo de puntuación y los corredores que obtuvieron puntos:
| Posición              | 1.ª | 2.ª | 3.ª | 4.ª | 5.ª | 6.ª | 7.ª | 8.ª | 9.ª | 10.ª |
| Clasificación general | 200 | 150 | 125 | 100 | 85  | 70  | 60  | 50  | 40  | 35   |
| Por etapa             | 20  | 10  | 5   |     |     |     |     |     |     |      |
| Líder                 | 5   |     |     |     |     |     |     |     |     |      |

| Clasificación | Clasificación      | Clasificación    | Clasificación | Clasificación | Clasificación | Clasificación |
| Posición      | Ciclista           | Equipo           | General       | Etapa         | Líder         | Total         |
| ------------- | ------------------ | ---------------- | ------------- | ------------- | ------------- | ------------- |
| 1.º           | Ben Hermans        | BMC Racing       | 200           | 45            | 20            | 265           |
| 2.º           | Rui Costa          | UAE Abu Dhabi    | 150           | 25            | -             | 175           |
| 3.º           | Fabio Aru          | Astana           | 125           | 10            | -             | 135           |
| 4.º           | Merhawi Kudus      | Dimension Data   | 100           | -             | -             | 100           |
| 5.º           | Tsgabu Grmay       | Bahrain Merida   | 85            | -             | -             | 85            |
| 6.º           | Romain Bardet      | Ag2r La Mondiale | 70            | -             | -             | 70            |
| 7.º           | Alexander Kristoff | Katusha-Alpecin  | -             | 60            | 5             | 65            |
| 8.º           | Mathias Frank      | Ag2r La Mondiale | 60            | -             | -             | 60            |
| 9.º           | Lachlan Morton     | Dimension Data   | 50            | -             | -             | 50            |
| 10.º          | Giovanni Visconti  | Bahrain Merida   | 40            | -             | -             | 40            |